# Roccaraso
Roccaraso é uma comuna italiana da região dos Abruzos, província de Áquila, com cerca de 1 605 habitantes. Estende-se por uma área de 50 km², tendo uma densidade populacional de 32 hab/km². Faz fronteira com Ateleta, Barrea, Castel di Sangro, Pescocostanzo, Rivisondoli, San Pietro Avellana (IS), Scontrone.

## Demografia
| Variação demográfica do município entre 1861 e 2011                               |
|                                                                                   |
| Fonte: Istituto Nazionale di Statistica (ISTAT) - Elaboração gráfica da Wikipedia |